# Broken Sword: The Sleeping Dragon
Broken Sword: The Sleeping Dragon (с англ. — «Сломанный меч 3. Спящий дракон») — приключенческая компьютерная игра, третья по счёту в серии Broken Sword, разработанная компанией Revolution Software и выпущенная 14 ноября 2003 года на персональных компьютерах и игровых приставках PlayStation 2 и Xbox. Единственная игра в серии, в которой нет интерфейса point-and-click.

## Сюжет
В Париже совершено убийство — жертвой стал Вернон Блие, хакер-подпольщик. Позже выяснится, что он был нанят магистром ордена Нео-тамплиеров Сузарро для расшифровки манускрипта Войнича, якобы содержащего ключ к обретению небывалого могущества. Джордж и Нико начинают свой путь к разгадке тайны из разных мест. Он — в Конго, она — в Париже. В своих странствиях они посетят Гластонбери, замок в Карпатах, пещеры в Конго и египетские пирамиды.

## Разработка
Идея игры впервые обсуждалась в 2000 году. Изначально The Sleeping Dragon должна была быть выполнена в мультипликационном стиле первых двух частей Broken Sword. Однако Revolution решила не использовать «плоскую» графику, решив, что она не даёт картинке нужной глубины. Команда хотела, чтобы игра выглядела убедительно, но не обязательно реалистично, примерно как японские анимационные фильмы. Что бы добиться «мультяшного» вида, текстуры были отрисованы вручную. Новое железо и методики разработки позволили перейти к 24-битной палитре.
Чарльз Сесил стал руководителем разработки, а Тони Уорринер был ответственен за программирование искусственного интеллекта и некоторые аспекты игрового дизайна. Чтобы игра стала ближе к кино, разработчики пригласили консультанта Боба Кина, который следил за тем, чтобы эмоции и атмосфера каждой сцены соответствовали задумке разработчиков. Композитором игры выступил Бен Маккалах.
Планировалось, что озвучание игры в лондонской студии The Spotlight займёт пять дней. В реальности весь процесс потребовал четыре дня. Все голоса записывались в присутствии всех актёров, что позволило добиться лучшей актёрской игры и взаимодействия между актёрами. Сценарий составлял 6 тысяч строк, что соответствует размеру Broken Sword 2. Джорджа снова озвучил Рольф Саксон. Изначально на роль Нико хотели пригласить французскую актрису, чтобы добиться естественного акцента в английских репликах. В итоге роль досталась Саре Крук, для которой английский — родной язык.
В интервью Сесил утверждал, что разработка игры стоила 2 миллиона фунтов. Уорринер отметил, что игра была заметно дороже ранних проектов студии и её разработка стоила «на 1 миллион долларов дороже, чем первая Broken Sword». Хотя продажи игры составили 40 миллионов долларов, розничная модель продаж с посредниками в лице издателей и дистрибьюторов привела к фактическим убыткам Revolution.
Хотя версии для PlayStation 2 и Xbox нельзя приобрести в цифровых магазинах, PC-версия игры доступна на Steam и GOG.

## Оценки игры
| Сводный рейтинг                      | Сводный рейтинг    | Сводный рейтинг |
| Издание                              | Оценка             | Оценка          |
| Издание                              | PC                 | Xbox            |
| ------------------------------------ | ------------------ | --------------- |
| GameRankings                         | 82,71 %            | 77,15 %         |
| Metacritic                           | 82/100 (32 обзора) |                 |
| MobyRank                             | 83/100             |                 |
| Иноязычные издания                   |                    |                 |
| Издание                              | Оценка             | Оценка          |
| Издание                              | PC                 | Xbox            |
| GameSpot                             | 8,1/10             |                 |
| IGN                                  | 8,4/10             |                 |
| Русскоязычные издания                |                    |                 |
| Издание                              | Оценка             | Оценка          |
| Издание                              | PC                 | Xbox            |
| Absolute Games                       | 84 %               |                 |
| «Домашний ПК»                        | [ 14 ]             |                 |
| Награды                              |                    |                 |
| Издание                              | Награда            | Награда         |
| Выбор редакции журнала «Домашний ПК» |                    |                 |

Игра победила в номинации «Лучший квест/adventure» (2003) журнала «Игромания».